# Cum e Sfatul e și satul
Cum e sfatul e și satul este un film românesc din 1953 regizat de Ion Rodan și Traian Fericeanu. Rolurile principale au fost interpretate de actorii Ion Gheorghiu, Dem Hagiac, Alexandru Lungu.

## Prezentare
Film de propagandă pentru alegerile din 1953 pentru Sfaturile Populare.

## Distribuție
Distribuția filmului este alcătuită din:
- Dem Hagiac – Ilie Neagu
- Ana Barcan – Baba lui
- Alexandru Lungu
- Ludovic Antal
- Ion Gheorghiu – Secretarul de partid
- Nucu Păunescu
- Dem Savu
- Titus Lapteș
- Nicolae Neamțu-Ottonel – Moș Costache
- Emanoil Petruț
- Gheorghe Gîmă
- Aurelia Vasilescu